# 순창고등학교
순창고등학교(淳昌高等學校)는 대한민국 전북특별자치도 순창군 순창읍 순화리에 있는 사립 고등학교이다.

## 학교 연혁
- 1964년 10월 21일 : 학교법인 옥천학원 설립 인가
- 1966년 11월 17일 : 순창고등학교 설립 인가 (6학급)
- 1967년 3월 2일 : 순창고등학교 개교
- 1974년 11월 19일 : 15학급 증설 인가
- 1989년 5월 9일 : 류종선 이사장 취임
- 1991년 10월 12일 : 남녀공학 인가
- 2024년 2월 7일 : 제55회 졸업(총 9,766명)
- 2024년 3월 1일 : 제9대 양동준 교장 취임

## 참고 자료
- 순창고등학교 - 한국교육학술정보원 학교알리미